# Estreito de Sape
O estreito de Sape (Indonésio: Selat Sape) ou estreito de Sapie é um estreito que conecta o mar das Flores ao estreito de Sumba.  Ele separa as ilhas de Sumbawa e Komodo e une as províncias de Sonda Ocidental and Sonda Oriental. O estreito de Sape é conhecido por abrigar fortes correntes, assim como vasta vida marinha.